# Auralampi
Auralampi är en sjö i Finland. Den ligger i kommunen Ranua i landskapet Lappland, i den norra delen av landet, 700 km norr om huvudstaden Helsingfors. Auralampi ligger 175,5 meter över havet. Arean är 52,7 hektar och strandlinjen är 3,19 kilometer lång. Sjön  ingår i Simo älvs huvudavrinningsområde. 